# Baliza de isla Coelleira
La baliza de la isla Coelleira es una baliza situada en la isla Coelleira, en la comuna de Vicedo, en la provincia de Lugo, Galicia, España. Está gestionada por la autoridad portuaria de Ferrol.

## Historia
Se trata de una baliza abierta en 1864, y que se encuentra en el punto más alto de isla Coelleira, una isla de 27 hectáreas de superficie. Su altitud sobre el nivel del mar es de 90 metros.
Durante un tiempo se pensó que podía tener un uso turístico y hostelero, pero Puertos del Estado, que estudió la propuesta, finalizó que existían varios inconvenientes que hacían inviable su apertura, como eran la falta de un suministro de agua y luz en condiciones aceptables para los visitantes.